# 2016년 KBO 올스타전
2016 타이어뱅크 KBO 올스타전(2016 TIREBANK KBO ALLSTARGAME)은 2016년 7월 15일부터 16일까지 고척스카이돔에서 진행되었다. KBO 올스타전 사상 최초로 돔 구장에서 진행되었으며, 결과는 3타자 연속홈런을 작렬시킨 드림 올스타가 8:4로 승리하였다. 이번 올스타전에서 적립된 기금은 오는 2016년 8월 17일 ~ 8월 18일에 연천 베이스볼파크에서 진행될 "2016 KBO 올스타 야구캠프"로 명명된 유소년 야구 캠프 개최 기금으로 사용될 예정이다.

## 출장 선수
올스타전에 출전하는 선수는 다음과 같으며, 이 가운데 굵은 글씨로 표시된 선수는 팬 투표에 의해 선정된 선수이며, 나머지 선수는 모두 감독 추천에 의해 선발된 선수들이다.
- NC 다이노스 나성범이 최다득표자로 선정되었다. (이는 팬 투표 70%, 선수단 투표 30%가 반영된 결과이다)
- 한화 이글스 이용규가 팬 투표 최다득표자로 선정되었다.

| 드림 올스타 | 드림 올스타                                                      | 드림 올스타                                                      | 드림 올스타               | 드림 올스타               | 나눔 올스타 | 나눔 올스타                                                      | 나눔 올스타                                                      | 나눔 올스타                 | 나눔 올스타                 |
| ----------- | ---------------------------------------------------------------- | ---------------------------------------------------------------- | ------------------------- | ------------------------- | ----------- | ---------------------------------------------------------------- | ---------------------------------------------------------------- | --------------------------- | --------------------------- |
| 감독        | 김태형 (두산)                                                    | 김태형 (두산)                                                    | 김태형 (두산)             | 김태형 (두산)             | 감독        | 김경문 (NC)                                                      | 김경문 (NC)                                                      | 김경문 (NC)                 | 김경문 (NC)                 |
| 코치        | 류중일 (삼성)                                                    | 김용희 (SK)                                                      | 조원우 (롯데)             | 조범현 (kt)               | 코치        | 염경엽 (넥센)                                                    | 김성근 (한화)                                                    | 김기태 (KIA)                | 양상문 (LG)                 |
| 투수        | 선발 - 니퍼트 (두산) 중간 - 정재훈 (두산) 마무리 - 이현승 (두산) | 선발 - 니퍼트 (두산) 중간 - 정재훈 (두산) 마무리 - 이현승 (두산) | 심창민 (삼성)             | 박희수 (SK)               | 투수        | 선발 - 신재영 (넥센) 중간 - 송창식 (한화) 마무리 - 정우람 (한화) | 선발 - 신재영 (넥센) 중간 - 송창식 (한화) 마무리 - 정우람 (한화) | 이재학 (NC)                 | 임창민 (NC)                 |
| 투수        | 선발 - 니퍼트 (두산) 중간 - 정재훈 (두산) 마무리 - 이현승 (두산) | 선발 - 니퍼트 (두산) 중간 - 정재훈 (두산) 마무리 - 이현승 (두산) | 켈리 (SK)                 | 박세웅 (롯데)             | 투수        | 선발 - 신재영 (넥센) 중간 - 송창식 (한화) 마무리 - 정우람 (한화) | 선발 - 신재영 (넥센) 중간 - 송창식 (한화) 마무리 - 정우람 (한화) | 김세현 (넥센)               | 헥터 (KIA)                  |
| 투수        | 선발 - 니퍼트 (두산) 중간 - 정재훈 (두산) 마무리 - 이현승 (두산) | 선발 - 니퍼트 (두산) 중간 - 정재훈 (두산) 마무리 - 이현승 (두산) | 손승락 (롯데)             | 김재윤 (kt)               | 투수        | 선발 - 신재영 (넥센) 중간 - 송창식 (한화) 마무리 - 정우람 (한화) | 선발 - 신재영 (넥센) 중간 - 송창식 (한화) 마무리 - 정우람 (한화) | 홍건희 (KIA)                | 신승현 (LG)                 |
| 포수        | 양의지 (두산)                                                    | 양의지 (두산)                                                    | 이재원 (SK)               | 강민호 (롯데)             | 포수        | 박동원 (넥센)                                                    | 박동원 (넥센)                                                    | 조인성 (한화)               | 백용환 (KIA)                |
| 1루수       | 구자욱 (삼성)                                                    | 구자욱 (삼성)                                                    | 황재균 (롯데) 박경수 (kt) | 황재균 (롯데) 박경수 (kt) | 1루수       | 테임즈 (NC)                                                      | 테임즈 (NC)                                                      | 김민성 (넥센) 히메네스 (LG) | 김민성 (넥센) 히메네스 (LG) |
| 2루수       | 오재원 (두산)                                                    | 오재원 (두산)                                                    | 황재균 (롯데) 박경수 (kt) | 황재균 (롯데) 박경수 (kt) | 2루수       | 정근우 (한화)                                                    | 정근우 (한화)                                                    | 김민성 (넥센) 히메네스 (LG) | 김민성 (넥센) 히메네스 (LG) |
| 3루수       | 허경민 (두산)                                                    | 허경민 (두산)                                                    | 황재균 (롯데) 박경수 (kt) | 황재균 (롯데) 박경수 (kt) | 3루수       | 박석민 (NC)                                                      | 박석민 (NC)                                                      | 김민성 (넥센) 히메네스 (LG) | 김민성 (넥센) 히메네스 (LG) |
| 유격수      | 김재호 (두산)                                                    | 김재호 (두산)                                                    | 황재균 (롯데) 박경수 (kt) | 황재균 (롯데) 박경수 (kt) | 유격수      | 김하성 (넥센)                                                    | 김하성 (넥센)                                                    | 김민성 (넥센) 히메네스 (LG) | 김민성 (넥센) 히메네스 (LG) |
| 외야수      | 민병헌 (두산)                                                    | 민병헌 (두산)                                                    | 정의윤 (SK) 이대형 (kt)   | 정의윤 (SK) 이대형 (kt)   | 외야수      | 나성범 (NC)                                                      | 나성범 (NC)                                                      | 나지완 (KIA) 채은성 (LG)    | 나지완 (KIA) 채은성 (LG)    |
| 외야수      | 최형우 (삼성)                                                    | 최형우 (삼성)                                                    | 정의윤 (SK) 이대형 (kt)   | 정의윤 (SK) 이대형 (kt)   | 외야수      | 이용규 (한화)                                                    | 이용규 (한화)                                                    | 나지완 (KIA) 채은성 (LG)    | 나지완 (KIA) 채은성 (LG)    |
| 외야수      | 김문호 (롯데)                                                    | 김문호 (롯데)                                                    | 정의윤 (SK) 이대형 (kt)   | 정의윤 (SK) 이대형 (kt)   | 외야수      | 김주찬 (KIA)                                                     | 김주찬 (KIA)                                                     | 나지완 (KIA) 채은성 (LG)    | 나지완 (KIA) 채은성 (LG)    |
| 지명타자    | 이승엽 (삼성)                                                    | 이승엽 (삼성)                                                    | 이승엽 (삼성)             | 이승엽 (삼성)             | 지명타자    | 로사리오 (한화)                                                  | 로사리오 (한화)                                                  | 로사리오 (한화)             | 로사리오 (한화)             |

## 이벤트 경기

### 퍼펙트 피쳐
타이어 뱅크 퍼펙트 피처는 일정 거리에 9개의 배트(붉은색 배트 2개 - 각 2점, 나머지 배트는 1점)를 세워두고 선수 당 10개의 공을 던져 맞히는 방식으로 올해는 사상 첫 '팀 대항전'으로 진행되었으며 승리 팀인 '드림 올스타'에게 상금 300만원이 수여되었다. 이와 함께 1점당 20만원의 성금이 적립된다.
- 각 팀별로 투수 3명, 야수 2명이 도전하게 된다.